# 娜希德·厄赫特尔
娜希德·厄赫特尔（1956年9月26日—）是一位巴基斯坦歌手。她被称为“巴基斯坦的南丁格尔”。她是洛莱坞70-80年代最火爆的回放歌手和演员。她在2007年3次获得尼加尔奖和一个业绩自豪奖。

## 早年生活
娜希德·厄赫特尔出生于1956年9月26日，是旁遮普省木尔坦人，她的家庭有3个姊妹和4个兄弟。她的一个妹妹哈密达·厄赫特尔也是一名歌手。

## 职业生涯
娜希德的职业生涯始于1970年，当时她与卡立·阿斯哈尔在位于木尔坦的巴基斯坦广播公司的电影《Raga malhar》合唱。她录制了多种风格的歌曲，包括巴基斯坦电影音乐、流行音乐、加扎勒、古典音乐、民歌、卡瓦力等。20世纪70年代中期，资深音乐导演莫哈末·阿斯拉夫首次相中她出演电影，并邀请她在电影中唱歌。没有一个知名的“老师”来训练她的音乐，但音乐总监阿斯拉夫导演在培养她的才华方面发挥了关键作用。她的处女作《南哈·法里什塔》于1974年上映，同年她在电影《哈马》（1974）中演唱歌曲。起初，电影界说，她是为了填补移民到孟加拉国的露娜·莱依拉的真空而被介绍的。但后来人们意识到她有自己独创的演唱风格。20世纪80年代，她一直活跃在巴基斯坦电影行业。
作为一名回放歌手，娜希德在436部乌尔都语和旁遮普语电影中演唱了590首歌曲。

## 家庭
娜希德于1986年离开了演艺圈。后来，她在1994年嫁给了一位名叫阿西夫·阿里·波塔的记者。两人育有一女一子。波塔于2017年死于心脏骤停。

## 再次登台
2013年，在一个电视节目的管理层多次提出要求后，娜希德·厄赫特尔出现在舞台上，她受到了两位晚辈歌手用她的歌曲带来的欢迎。当时，她忙于相夫教子，没有继续她的歌唱事业。